# Frankovska Švica
Frankovska Švica (nemško Fränkische Schweiz) je gorsko območje v Zgornji Bavarski v Nemčiji in priljubljen turističen cilj. Leži med reko Pegnitz na vzhodu in jugu, reko Regnitz na zahodu in reko Majno na severu, njen relief, ki sega 600 metrov v višino, je severni del Frankovske Jure (Frankenjura).
Pokrajini so dali ime Frankovska Švica romantični umetniki in pesniki v 19. stoletju, ki so jo primerjali s Švico. Znana je po svoji veliki gostoti tradicionalnih pivovarn.

## Ime
Območje se je nekoč imenovalo Muggendorfer Gebürg (Muggendorfski hribi). Prvi turisti so prispeli v dobi romantike. Dva študenta prava z univerze v Erlangnu Ludwig Tieck in Wilhelm Heinrich Wackenroder sta zapisana kot njena odkritelja. Epizoda Izlet v Frankovsko Švico v  knjigi Popotovanja Franza Sternbalda (Franz Sternbalds Wanderungen )  (Berlin, 1798) je navdušila mnoge sodobnike.
Knjiga Di kleine Schweiz (Mala Švica) iz leta 1820, ki jo je napisal Jakob Reiselsberger iz Waischenfelda, je dala pokrajini ime. Leta 1829 je bila objavljena knjiga nemškega prodajalca in lokalnega zgodovinarja Josepha Hellerja Muggendorf und seine Umgebung oder die Fränkische Schweiz (Muggendorf in njegova okolica ali Frankovska Švica).
Švica se je v 19. stoletju pogosto uporabljala kot ime za pokrajino z gorami, dolinami in imenitnimi skalami, na primer Saška Švica, Merkiška Švica, Mecklenburška Švica in Holsteinska Švica.

## Geografija
Frankovska Švica je severni del Frankovske Jure (nemško Fränkische Alb, Fränkischer Jura, Frankenalb). To je pogosto ohlapno opredeljeno kot območje, ki ga omejujejo reke Majna na severu, Regnitz na zahodu in Pegnitz na vzhodu ali avtocesta A70 na severu, A9 na vzhodu in A73 na zahodu. Dejansko je Frankovska Švica le povodje reke Wiesent.
Obsega dele okrožij Bamberg, Bayreuth in Forchheim. Njena najbolj znana naselja so Pottenstein, Gößweinstein, Muggendorf, Ebermannstadt, Streitberg, Egloffstein in Waischenfeld.
Njene meje so Obermainland (sever), Erlangen (jug), Bayreuth (vzhod), Forchheim (zahod) in Bamberg (severozahod).

### Gospodarsko združenje Frankovske Švice
Gospodarsko združenje Frankovske Švice (Wirtschaftsverband Fränkische Schweiz) združuje 18 občin v dveh okrajih:
- okrožje Bayreuth: Ahorntal, Betzenstein, Creußen, Gesees, Haag, Hummeltal, Pegnitz, Plech, Pottenstein, Prebitz in Schnabelwaid,
- okrožje Forchheim: Egloffstein, Gößweinstein, Gräfenberg, Hiltpoltstein, Igensdorf, Obertrubach in Weißenohe.

### Geologija
V obdobju bele jure, pred približno 161.000.000–150.000.000 let, je vso južno Nemčijo prekrivalo plitvo morje. V tem obdobju so bili na morskem dnu odloženi debeli sloji sedimentov, ki so stalno tonili v Zemljino skorjo. Pokrajina Frankovske Švice je bila močno pod tem vplivom, posledica so apnenčaste in dolomitne skale bele jure. To je značilna kraška pokrajina z globoko zarezanimi rečnimi dolinami in suhimi pustimi planotami. V apnenčastih plasteh je mogoče najti številne fosile, še posebej amonite.
V poznem obdobju jure je dvigovanje evropske celinske plošče povzročilo, da se je morje umikalo in pokazale so se večje površine zemljišč, oblikovane na začetku krede. V tem času je bilo tropsko podnebje in zato sta apnenec in dolomit močno preperevala. V kredi je na območju Frankovske Švice morje spet napredovalo.
V terciarju je zaradi lokalnega dvigovanja morje spet odteklo, tako je bila jurska pokrajina delno izpostavljena.

### Gore in hribi
Najizrazitejši vrh je znan kot Walberla, mizast hrib vzhodno od Forchheima. Njegovo uradno ime je Ehrenbürg. Sestavljata ga dva vrhova, Rodenstein (532 m) in Walberla (512 m). Na vrhu hriba je majhna kapela Walburgis, ki je bila prvič omenjena v rokopisu leta 1360 in dala hribu tudi ime. Na hribu se vsako leto 30. aprila, ko je rojstni dan svete Valburge, odvija letni festival, ki privabi tisoče ljudi.
Zaradi redkih rastlin je Walberla zaščiteno območje. Arheološke najdbe so dokaz o naselitvi že 1000 pr. n. št. Utrdbe Keltov (približno 500 pr. n. št.) so še vedno prepoznavne. Od tu se širi razgled v dolino reke Regnitz in Wiesenttal. V ozadju stojijo stolnica v Bambergu in nove zgradbe Erlangna. Območje okrog Walberle je med največjimi območji s češnjevimi drevesi v Evropi.
Drugi zanimivi vrhovi so še:
- Leienfels (blizu Pottensteina), 590 m
- Spiegelfels, Markt Egloffstein, 468 m
- Wichsenstein (blizu Gössweinsteina), 587 m
- Signalstein (blizu Wolfsberga, Obertrubach), 582 m
- Little Kulm (blizu Körbeldorfa), 623 m
- Hohenmirsbergerska planota (blizu Pottensteina), 614 m
- Neubürg (blizu Wohnsgehaiga), 587 m
- Tannenberg, 599 m
- Graubühl (blizu Creussna), 569 m

Kamnine so primerne za plezanje. Tu je več kot 6500 poti in smeri ter je eno najbolje razvitih pohodniških in plezalnih območij na svetu.
Pomembna plezališča so:
- dolina Trubach
- Walberla
- dolina Wiesent
- dolina Leinleiter
- dolina Püttlach
- solina Aufsess

### Jame
V Frankovski Švici je nešteto kraških jam, od teh je Hudičeva jama (Teufelshöhle) v bližini Pottensteina najbolj znana. Vse območje je značilno kraško.
Dostopne jame so:
- Binghöhle (blizu Streitberga)
- Teufelshöhle (blizu Pottensteina)
- Sophienhöhle (v dolini Ailsbach)
- Oswaldhöhle (blizu Muggendorfa)
- Rosenmüllershöhle (blizu Muggendorfa)
- Quackenschloss (blizu Engelhardsberg), porušena
- Zoolithenhöhle (blizu Burggailenreutha)
- Esperhöhle (blizu Gössweinsteina)
- Förstershöhle v dolini  Zeubach)
- Schönsteinhöhle (v dolini Long)
- Klauskirche (blizu Betzensteina)
- Riesenburg (blizu Doosa)
- Hasenlochhöhle (blizu Pottensteina), znana po prebivališču ljudi v kameni dobi.

### Gradovi
Frankovska Švica leži ob tako imenovani cesti gradov (Burgenstraße), ki med Mannheimom in Prago povezuje več kot 70 gradov, palač in utrdb. Večina teh gradov je bila zgrajena v srednjem veku.
Za obisk so primerni ti gradovi:
Wolfsberg (razvalina), Unteraufsess, Neideck (razvalina), Neidenstein (razvalina), Streitburg (razvalina) (Markt Wiesenttal), Gössweinstein, Egloffstein, grad Greifenstein, sedež družine Stauffenberg, Rabenstein, Rabeneck, Pottenstein, Waischenfeld, Bärnfels (razvalina), Leienfels (razvalina), Stierberg (razvalina) in Wildenfels (razvalina).

## Običaji
Iz Frankovske Švice izvirajo tako imenovani Osterbrunnen – velikonočni vodnjaki. Med velikonočnimi prazniki so okrasili vse javne vodnjake. V sodobnem času in pri gradnji kanalizacije je ta običaj izgubil svoj pomen, a v začetku 1980-ih so ga spet odkrili in danes več kot 200 vasi spet krasi vodnjake z barvnimi velikonočnimi jajci. Glavni razlog je verjetno pomen vode, ki ga ima za sušne visoke planote. Bieberbach Osterbrunnen (Egloffstein) je vpisan v Guinnessovo knjigo rekordov kot "največji velikonočni vodnjak na svetu".

## Turizem
Frankovska Švica je eno najstarejših turističnih območij v Nemčiji. Prvi popotniki so začeli prihajati v začetku 19. stoletja. Najprivlačnejša turistična mesta so številne jame.
Poleg številnih pohodniških poti so priljubljeni plezališča in vožnja s kanuji po rekah. Najslikovitejša pa je narava, ki naj bi jo obiskovalci tudi primerno ohranjali. Na območju je tudi 375 km urejenih tekaških prog in poti za nordijsko hojo. V Nemčiji je razširjen tudi projekt Evropske unije Izkušnja teka, ki se je začel julija 2011.
Na območju vozi tudi muzejski vlak s parno lokomotivo, DFS, z izhodiščem v Ebermannstadtu, in to ob nedeljah in praznikih.

## Galerija
- Reka Aufsess
- Pottenstein
- Pokrajina
- Ehrenbürg
- Vas
- Vaška kapela
- Pogled na grad Egloffstein